# 長寿番組の一覧
長寿番組（ちょうじゅばんぐみ）とは、テレビ番組やラジオ番組の中で長い年月に亘って放送されている番組を指す。
年数は2025年3月末時点。年1度の特別番組、年1度・年単位のスポーツ中継番組のみ2024年12月末時点。

## 日本のテレビ番組

### ニュース・天気予報
1. ニュース映画、NHK映画ニュース→NHKニュース（NHK）：1953年2月 - 放送中 / 72年2か月
2. 天気予報→気象情報（NHK）：1953年 - 放送中 / 71年
3. JNNフラッシュニュース（TBS）：1962年10月 - 放送中 / 62年6か月
4. フジテレニュース→サンケイテレニュース→産経テレニュースFNN（フジテレビ）：1959年3月 - 2016年3月 / 57年1か月
5. HTBニュース（北海道テレビ放送）：1968年11月3日[1] - 放送中 / 56年5か月
6. ANNニュース（テレビ朝日）： 1970年1月 - 放送中 / 55年3か月
7. RABニュースレーダー（青森放送）：1970年4月 - 放送中 / 55年0か月
8. ヤン坊マー坊天気予報（民間テレビ各局）：1959年6月 - 2014年3月 / 54年10か月
9. 山陽TVイブニングニュース→RSKイブニングニュース（RSK山陽放送）：1971年10月 - 放送中 / 53年6か月
10. 東芝提供 今日の出来事→NNNきょうの出来事（日本テレビ）：1954年10月 - 2006年9月 / 52年0か月

### 討論・報道解説
1. 国会中継（NHK）：1953年 - 放送中 / 71年
2. 国会討論会→日曜討論（NHK）：1957年10月 - 放送中 / 67年6か月
3. 提言の広場（山形テレビ）：1971年10月 - 放送中 / 53年6か月
4. 時事放談→時事放談（TBS）：1957年7月 - 1987年3月、2004年4月 - 2018年9月 / 累計44年9か月
5. JNN報道特集→報道特集NEXT→報道特集（TBS）：1980年10月 - 2008年3月、2008年4月 - 2010年3月、2010年4月 - 放送中 / 累計44年6か月
JNN報道特集：1980年10月 - 2008年3月 / 27年6か月
報道特集NEXT：2008年4月 - 2010年3月 / 2年0か月
報道特集：2010年4月 - 放送中 / 15年0か月
6. YBC社説放送（山形放送）：1978年10月 - 2022年3月 / 43年6か月
7. 朝まで生テレビ!（テレビ朝日→BS朝日）：1987年4月 - 放送中 / 38年0か月
8. ワールドビジネスサテライト（テレビ東京）：1988年4月 - 放送中 / 37年0か月
9. どーする?!TVタックル→ビートたけしのTVタックル（テレビ朝日）：1989年7月 - 放送中 / 35年9か月
10. 視点・論点（NHK）：1991年10月 - 放送中 / 33年6か月

### スポーツ中継
1. NHK競馬中継（NHK）：1953年6月 - 放送中 / 71年10か月
2. NHKプロ野球（NHK）：1953年8月 - 放送中 / 71年8か月
3. スイートナイター→○曜ナイター→劇空間プロ野球→THE BASEBALL→1球の緊張感 THE LIVE→日本プロ野球→Dramatic Game 1844→次の瞬間、熱くなれ。THE BASEBALL→Fun!BASEBALL!!→DRAMATIC BASEBALL（日本テレビ）：1953年8月 - 放送中 / 71年8か月
4. 大相撲中継（NHK）：1953年5月 - 放送中（2010年名古屋場所、2011年春場所、2020年夏場所（中止）、技量審査場所を除く） / 累計71年3か月
5. 東京六大学野球中継（NHK、日本テレビ／BS朝日）：1960年 - 放送中 / 65年
6. ○曜ナイター→ナイター中継→熱チュー!プロ野球→BASEBALL L!VE→BASEBALL LIVE→enjoy! Baseball→野球道（フジテレビ）：1960年、1962年 - 放送中 / 累計64年
7. ○曜ナイター→戦国ナイター→TXNスペシャルナイター→professional BASEBALL→全力闘球→ベースボールLive→ALWAYS Baseball （テレビ東京 （旧：東京12チャンネル）／BSテレ東）：1967年 - 放送中 / 58年
8. ワールドプロレスリング（テレビ朝日（旧：NETテレビ））：1969年7月 - 放送中 / 55年9か月
9. 土曜競馬中継→ウイニング競馬（テレビ東京（旧：東京12チャンネル））：1970年4月 - 放送中 / 55年0か月
10. ゴールデンナイター→スーパーベースボール（テレビ朝日（旧：NET））：1975年 - 放送中 / 50年

### スポーツニュース・スポーツ情報番組（中継以外）
1. テレビ体操（NHK）：1957年10月 - 放送中 / 67年6か月
2. テレビスポーツ教室（NHK）：1961年4月 - 2017年4月 / 56年0か月
3. 大相撲ダイジェスト（テレビ朝日（旧：NET））：1959年3月 - 1971年3月、1972年9月 - 2003年9月 / 累計43年0か月
4. きょうの高校野球→高校野球ダイジェスト（千葉テレビ放送）：1981年7月 - 放送中 / 43年
5. 速報!甲子園への道→甲子園への道（朝日放送テレビ （旧：朝日放送））：1981年7月 - 放送中（2020年（大会中止に伴う休止）を除く） / 42年
6. 熱闘甲子園 （朝日放送テレビ（旧：朝日放送）・テレビ朝日共同製作）：1981年8月 - 放送中（2020年（大会中止に伴う休止）を除く） / 42年
7. サンデードラゴンズ（CBCテレビ ）：1983年10月 - 放送中 / 41年6か月
8. サンデースポーツタイム→NHKサンデースポーツ→サンデースポーツ→サンデースポーツ2020→サンデースポーツ（NHK）：1985年4月 - 放送中 / 40年0か月
9. 高校野球ニュース→高校野球ダイジェスト（テレビ埼玉）：1987年7月 - 放送中 / 37年
10. レースダイジェストBACHプラザ→バッハプラザ→BACHプラザ（テレビ埼玉）：1991年4月 - 放送中 / 34年0か月

### ワイドショー・情報番組
1. ズームイン!!（日本テレビ）：1979年3月 - 放送中 / 通算46年1か月
ズームイン!!朝!：1979年3月 - 2001年9月 / 22年7か月
ズームイン!!サタデー ：1996年4月 - 2025年3月 / 29年0か月
ズームイン!!SUPER：2001年10月 - 2011年3月 / 9年6か月
ZIP!（Zoom In People） ：2011年4月 - 放送中 / 14年0か月
2. おはよう朝日です （朝日放送テレビ（旧：朝日放送））：1979年4月 - 放送中 / 46年0か月
おはよう朝日土曜日です ：1982年1月 - 放送中 / 43年3か月
3. サタデーふくしま→サタふく（福島テレビ ）：1981年4月 - 放送中 / 44年0か月
4. ハロー大分（テレビ大分）：1978年4月 - 2021年3月 / 43年0か月
5. おはようとくしま→おはようとくしま プラス（四国放送）：1971年4月 - 2011年3月 / 40年0か月
6. モーニングショー（テレビ朝日（旧：NET））：1964年4月 - 1993年4月、2015年10月 - 放送中  / 累計38年6か月
7. 関口宏のサンデーモーニング→新サンデーモーニング→サンデーモーニング （TBS）：1987年10月 - 放送中 / 37年6か月
8. 噂の!東京マガジン（TBS→BS-TBS）：1989年10月 - 2021年3月、2021年4月 - 放送中 / 累計35年6か月
9. ウェークアップ!→ウェークアップ!ぷらす→ウェークアップ（読売テレビ）：1991年1月 - 2025年3月 / 34年3か月
10. レディス4→L4 YOU!（テレビ東京）：1983年5月 - 2017年3月 / 33年10か月

### 芸能・バラエティ
1. サモン日曜お笑い劇場→花月爆笑劇場→よしもと新喜劇（毎日放送）：1962年9月 - 放送中 / 62年7か月
2. 金曜夜席→笑点 （日本テレビ）：1965年3月 - 放送中 / 60年1か月
3. 新婚さんいらっしゃい! （朝日放送テレビ（旧：朝日放送））：1971年1月 - 放送中 / 54年3か月
4. おしゃれ→オシャレ30・30→おしゃれカンケイ→おしゃれイズム →おしゃれクリップ（日本テレビ）：1974年4月 - 放送中 / 51年0か月
5. パネルクイズ アタック25→パネルクイズ アタック25 Next（朝日放送テレビ（旧：朝日放送）単独製作→同社とBSJapanextとの共同製作）：1975年4月 - 2021年9月、2022年3月 - 放送中 / 通算49年6か月
6. 徹子の部屋 （テレビ朝日（旧：NET））：1976年2月 - 放送中 / 49年2か月
7. 素人名人会（毎日放送）：1960年5月 - 2002年3月 / 41年11か月
8. タモリ倶楽部（テレビ朝日）：1982年10月 - 2023年4月 / 40年6か月
9. アッコにおまかせ!（TBS）：1985年10月 - 放送中 / 39年6か月
10. 日曜笑劇場（朝日放送）：1975年4月 - 2013年3月 / 38年0か月
11. お好み演芸会→演芸ひろば→笑いがいちばん（NHK）：1973年4月 - 2011年3月 / 38年0か月
12. 日立 世界・ふしぎ発見!（TBS）：1986年4月 - 2024年3月 / 38年0か月

### 音楽
1. のど自慢素人演芸会→NHKのど自慢（NHK）：1953年3月 - 放送中 / 72年1か月
2. みんなのうた （NHK）：1961年4月 - 放送中 / 64年0か月
3. シオノギ ミュージックフェア →シオノギ MUSIC FAIR 21→SHIONOGI MUSIC FAIR（フジテレビ）：1964年8月 - 放送中 / 60年8か月
4. ゴールデンポップスコンサート・題名のない音楽会（テレビ東京（旧：東京12チャンネル））→題名のない音楽会（テレビ朝日（旧：NET）、1966年4月移管）→新・題名のない音楽会→題名のない音楽会21→題名のない音楽会：1964年8月 - 1968年9月、1969年7月 - 放送中 / 累計59年10か月
5. 名曲アルバム （NHK）：1976年4月 - 放送中 / 49年0か月
6. 群馬テレビカラオケ大賞→ニューカラオケ大賞→カラオケチャンネル （群馬テレビ）：1981年1月 - 2025年3月 / 44年3か月
7. 千葉テレビカラオケ大賞→ちばテレビカラオケ大賞21→チバテレビカラオケ大賞21→カラオケ大賞 （千葉テレビ放送）：1982年1月 - 放送中 / 43年3か月
8. billboard TOP40 （テレビ神奈川）：1983年10月 - 放送中 / 41年6か月[注 1]
9. クボタ民謡お国めぐり（秋田テレビ）：1973年2月 - 2011年9月 / 38年8か月
10. ミュージックステーション（テレビ朝日）：1986年10月 - 放送中 / 38年6か月

### ドラマ・時代劇
1. 東芝日曜劇場→日曜劇場 （TBS）：1956年12月 - 放送中 / 68年3か月
2. 連続テレビ小説 （NHK）：1961年4月 - 放送中 / 64年0か月
3. 大河ドラマ （NHK）：1963年4月 - 放送中 / 62年0か月
4. ナショナル ゴールデンアワー→ナショナル劇場→パナソニック ドラマシアター→月曜ミステリーシアター （TBS）：1956年4月 - 2015年3月 / 59年0か月 
水戸黄門：1969年8月 - 2011年12月 / 42年4か月
大岡越前：1970年3月 - 1999年3月 / 29年0か月
江戸を斬る：1973年9月 - 1994年7月 / 20年10か月
5. グランプリ劇場→サスペンス劇場→金曜劇場→水曜ドラマ（第1期）→水曜グランドロマン →水曜ドラマ（第2期）（日本テレビ）：1966年11月 - 2024年3月、2025年4月 - 放送中 / 57年3か月
6. 夜のグランド劇場→土曜グランド劇場→土曜ドラマ（日本テレビ）：1968年3月 - 1987年3月、1988年4月 - 放送中 / 累計56年1か月
7. 金曜ドラマ（第1期）→水曜ドラマ →金曜ドラマ（第2期）（TBS）：1972年4月 - 放送中 / 53年0か月
8. 昼の帯ドラマ（東海テレビ）：1964年5月 - 2016年3月 / 51年10か月
9. 中学生次郎→中学生時代→高校生時代→われら高校生→中学生群像→中学生日記（NHK総合→NHK教育（Eテレ）・名古屋放送局製作）：1962年4月 - 2012年3月 / 50年0か月
10. 連続アクチュアルドラマ・部長刑事→新・部長刑事 アーバンポリス24→部長刑事シリーズ・シンマイ→部長刑事シリーズ・警部補マリコ（大阪テレビ放送→朝日放送）：1958年9月 - 2002年3月 / 43年7か月

### 映画
1. 水曜ロードショー→金曜ロードショー→金曜ロードSHOW![注 2]→金曜ロードショー （日本テレビ）：1972年4月 - 放送中 / 53年0か月
2. 土曜洋画劇場→日曜洋画劇場（テレビ朝日（旧：NET））：1966年10月 - 2017年2月 / 50年5か月
3. 2時のロードショー→シネマタウン→午後のロードショー （テレビ東京）1982年3月 - 放送中 / 43年1か月
4. 木曜洋画劇場→水曜シアター9（テレビ東京（旧：東京12チャンネル））：1968年2月 - 2010年9月 / 42年8か月
5. ミッドナイトアートシアター （フジテレビ）：1987年4月 - 放送中 / 37年0か月
6. 衛星映画劇場→BSシネマ→プレミアムシネマ（NHK衛星第2→NHK BSプレミアム→NHK BS）：1989年6月 - 放送中 / 35年9か月
7. ゴールデン洋画劇場→ゴールデンシアター（フジテレビ）：1971年4月 - 2003年9月 / 32年6か月
8. 土曜ロードショー→金曜ロードショー→月曜ロードショー→ザ・ロードショー→火曜ロードショー→火曜ビッグシアター→水曜ロードショー（TBS）：1966年7月 - 1993年9月 / 累計27年2か月
9. 世界名画劇場（NHK教育）：1977年1月 - 2003年3月 / 26年2か月
10. 火曜洋画劇場（サンテレビ）：1979年10月 - 2002年3月 / 22年5か月

### アニメ・特撮
1. サザエさん（フジテレビ）：1969年10月 - 放送中 / 55年6か月
まんが名作劇場 サザエさん（フジテレビ）：1975年4月 - 1997年11月（一部地域では1996年3月もしくはそれ以前まで） / 22年7か月
2. スーパー戦隊シリーズ（テレビ朝日）：1975年4月 - 1977年12月、1979年2月 - 放送中 / 累計48年11か月
3. ドラえもん（日本テレビ、テレビ朝日）：1973年4月 - 1973年9月、1979年4月 - 放送中 / 累計46年6か月
アニメ第1作 - ドラえもん (1973年のテレビアニメ)（日本テレビ）：1973年4月 - 1973年9月 / 0年6か月
アニメ第2作 -（テレビ朝日）：1979年4月 - 放送中 / 46年0か月
ドラえもん (1979年のテレビアニメ)：1979年4月 - 2005年3月 / 26年0か月
ドラえもん (2005年のテレビアニメ)：2005年4月 - 放送中 / 20年0か月
4. それいけ!アンパンマン （日本テレビ）：1988年10月 - 放送中 / 36年6か月
5. 仮面ライダーシリーズ（毎日放送→テレビ朝日）：1971年4月 - 1975年12月、1979年10月 - 1981年9月、1987年10月 - 1989年9月、2000年1月 - 放送中 / 累計34年0か月
6. ちびまる子ちゃん（フジテレビ）：1990年1月 - 1992年9月、1995年1月 - 放送中 / 累計33年0か月
7. クレヨンしんちゃん （テレビ朝日）：1992年4月 - 放送中 / 33年0か月
8. 忍たま乱太郎 （NHK）：1993年4月 - 放送中 / 32年0か月
9. しましまとらのしまじろう→はっけん たいけん だいすき! しまじろう→しまじろう ヘソカ→しまじろうのわお!（テレビせとうち ）：1993年12月 - 放送中 / 累計31年3か月
10. 名探偵コナン （読売テレビ）：1996年1月 - 放送中 / 29年3か月

### 子供向け（幼児～小中学生）
1. おかあさんといっしょ （NHK）：1959年10月 - 放送中 / 65年6か月
2. ポンキッキシリーズ （ひらけ!ポンキッキ →Super Kids Zone ポンキッキーズ →ポンキッキーズ21 →ポンキッキーズ →ポンキッキ →Super Kids Zone Beポンキッキ →beポンキッキーズ →ポンキッキーズ）（フジテレビ→BSフジ、フジテレビKIDS ）：1973年4月 - 2007年3月、2008年4月 - 2018年3月 / 累計48年0か月
ガチャピンClub （BSフジ）：2007年4月 - 2013年3月 / 6年0か月
ガチャムク （BSフジ）：2018年7月 - 放送中 / 6年9か月
3. 英語であそぼ→えいごであそぼ→えいごであそぼ with Orton→えいごであそぼ Meets the World （NHK）：1990年4月 - 2017年3月、2017年4月 - 2023年4月、2023年4月 - 放送中 / 累計35年0か月
4. おはなしのくに （NHK）：1990年4月 - 放送中 / 35年0か月
5. おとぎのへや（NHK）：1953年9月 - 1959年3月、1962年4月 - 1990年3月 / 累計33年6か月
6. わたしたちのくらし （NHK総合→NHK教育）：1954年4月 - 1987年3月 / 33年0か月
7. セサミストリート（NHK教育→テレビ東京）：1972年4月 - 1984年3月、1987年1月 - 2004年4月、2004年10月 - 2007年9月 / 累計32年4か月
8. テレビの旅 （NHK）：1953年2月 - 1985年3月 / 32年1か月
9. くらしの歴史 （NHK）：1956年4月 - 1988年3月 / 32年0か月
10. 理科教室シリーズ（NHK）
理科教室小学校1年生〜なんなんなあに〜→なんなんなあに：1960年4月 - 1989年3月、1989年4月 - 1992年3月 / 累計32年0か月
理科教室小学校2年生〜はてなはてな〜→はてなはてな：1960年4月 - 1989年3月、1989年4月 - 1992年3月 / 累計32年0か月
理科教室小学校3年生：1960年4月 - 1989年3月 / 29年0か月
理科教室小学校4年生：1960年4月 - 1990年3月 / 30年0か月
理科教室小学校5年生：1959年4月 - 1990年3月 / 31年0か月
理科教室小学校6年生：1959年4月 - 1990年3月 / 31年0か月
11. しぜんとあそぼ （NHK）：1990年4月 - 2022年3月 / 32年0か月
12. 天才てれびくん→天才てれびくんワイド→天才てれびくんMAX→大!天才てれびくん→Let's天才てれびくん→天才てれびくんYOU→天才てれびくんhello,（NHK）：1993年4月 - 放送中 / 32年0か月

### 一般向け教育・教養・ドキュメンタリー
1. NHK通信高校講座→NHK高等学校講座→NHK高校講座：1963年4月 - 放送中 / 62年0か月
2. NNNドキュメント（NNN各局）：1970年1月 - 放送中 / 55年3か月
3. NHK特集→NHKスペシャル （NHK）：1976年4月 - 放送中 / 49年0か月
4. 日曜美術館 →新日曜美術館→日曜美術館（NHK）：1976年4月 - 放送中 / 49年0か月
5. フランス語会話（NHK）：1959年10月 - 2008年3月 / 48年6か月
6. ドイツ語会話（NHK）：1959年10月 - 2008年3月 / 48年6か月
7. テレビ寺子屋（テレビ静岡）：1977年4月 - 放送中 / 48年0か月
8. 中国語会話（NHK）：1967年4月 - 2008年3月 / 41年0か月
9. スペイン語会話（NHK）：1967年4月 - 2008年3月 / 41年0か月
10. ETV8→教育テレビスペシャル→現代ジャーナル→ETV特集→ETV○○→ETVスペシャル→ETV特集（NHK）：1985年4月 - 放送中 / 40年0か月

### 趣味・実用
1. きょうの料理 （NHK）：1957年11月 - 放送中 / 67年5か月
2. わが家の健康→きょうの健康 （NHK）：1957年11月 - 放送中 / 67年5か月
3. NHK杯トーナメント棋戦
NHK杯テレビ将棋トーナメント （NHK）：1962年10月 - 放送中 / 62年6か月
NHK杯テレビ囲碁トーナメント （NHK）：1962年10月 - 放送中 / 62年6か月
4. キユーピー3分クッキング（CBCテレビ・日本テレビ）
CBC版：1962年12月 - 放送中 / 62年4か月
日本テレビ版：1963年1月 - 放送中 / 62年3か月
5. 趣味の園芸 （NHK）：1967年4月 - 放送中 / 58年0か月
6. 婦人百科→おしゃれ工房（NHK）：1959年1月 - 2010年3月 / 55年3か月
7. 技能講座→趣味講座→趣味百科→趣味悠々（NHK）：1959年1月 - 1981年3月、1981年4月 - 1990年3月、1990年4月 - 1997年3月、1997年4月 - 2010年3月 / 累計51年3か月
8. 土井勝の紀文おかずのクッキング→土井善晴のおかずのクッキング→週刊おかずのクッキング→おかずのクッキング （テレビ朝日（旧：NET））：1974年4月 - 2022年3月 / 48年0か月
9. 釣りごろつられごろ（テレビ新広島 ）：1977年10月 - 放送中 / 47年6か月
10. Theフィッシング（テレビ大阪 ）：1983年10月 - 放送中 / 41年6か月

### 紀行・その他
1. 皇室アルバム （毎日放送）：1959年10月 - 放送中 / 65年6か月
2. 水曜郷土劇場→お茶の間郷土劇場→郷土劇場（沖縄テレビ放送）：1960年2月 - 放送中 / 65年2か月
3. 比叡の光（KBS京都）：1969年4月 - 放送中 / 56年0か月
4. 遠くへ行きたい（読売テレビ）：1970年10月 - 放送中 / 54年6か月
5. 福祉の時代→あすの福祉→にんげんゆうゆう→福祉ネットワーク→ハートネットTV （NHK）：1973年4月 - 放送中 / 52年0か月
6. ○○のくいしん坊!万才 （フジテレビ）：1974年10月 - 2025年1月 / 50年4か月
7. 話題の医学（NET（現：テレビ朝日）→テレビ東京（旧：東京12チャンネル））：1967年4月 - 2016年12月 / 49年9か月
8. 皇室ご一家（フジテレビ）：1979年4月 - 放送中 / 46年0か月
9. 芸術劇場（NHK）：1959年1月 - 1975年3月、1982年4月 - 2011年3月 / 累計45年2か月
10. 真珠の小箱（毎日放送）：1959年3月 - 2004年3月 / 45年0か月
11. 聴力障害者の時間→聴覚障害者の時間→聴覚障害者とともに→ろうを生きる 難聴を生きる（NHK）：1977年4月 - 2022年3月 / 45年0か月

### 特別番組
1. 日曜ビッグスペシャル→日曜ビッグバラエティ （テレビ東京（旧：東京12チャンネル））：1976年7月 - 放送中 / 48年9か月
2. 欽ちゃんの仮装大賞→欽ちゃん&香取慎吾の新!仮装大賞→欽ちゃん&香取慎吾の全日本仮装大賞 （日本テレビ）：1979年12月 - 放送中 / 42年10か月
3. ものまね王座決定戦（フジテレビ）：1973年 - 2000年10月、2012年7月 - 放送中 / 累計40年
4. 土曜スペシャル （テレビ東京）：1986年4月 - 放送中 / 39年0か月
5. 火曜ワイドスペシャル→火・曜・特・番!!→火曜ワイドスペシャル→カスペ!→カスペ（フジテレビ）：1971年4月 - 9月、1972年4月 - 1997年9月、2000年4月 - 2001年3月、2004年4月 - 2015年3月、2024年10月 - 放送中 / 累計38年0か月
ドリフ大爆笑（フジテレビ）：1977年2月 - 2013年11月 / 36年9か月
6. 世にも奇妙な物語 （フジテレビ）：1990年4月 - 放送中 / 35年
7. 志村けんのバカ殿様 （フジテレビ）：1986年4月 - 2020年1月 / 33年9か月
8. はじめてのおつかい（日本テレビ）：1991年 - 放送中 / 33年
9. オールスター感謝祭（TBS）：1991年10月 - 放送中 / 33年
10. 木曜スペシャル→モクスペ（日本テレビ）→木曜スペシャル（BS日テレ）：1973年4月 - 1994年3月、2007年4月 - 2009年3月、2014年4月 - 2015年9月 / 累計24年6か月

### 年1度の特別番組
1. NHK紅白歌合戦（NHK、毎年12月31日）：1953年 - 放送中 / 70年
2. 除夜の鐘→ゆく年くる年（NHK・民放各社、毎年12月31日）
NHK版：1953年 - 放送中 / 70年
民放版：1956年 - 1988年 / 32年
3. 輝く!日本レコード大賞（TBS、毎年12月31日→毎年12月30日）：1959年 - 放送中 / 66年
4. 走れ!山笠（九州朝日放送、毎年7月15日）：1960年 - 放送中 / 63年
5. 初詣!爆笑ヒットパレード（フジテレビ、毎年1月1日）：1968年 - 放送中 / 57年
6. なつかしの歌声・年忘れ大行進→きらめく日本の歌声・年忘れ大行進→年忘れにっぽんの歌（テレビ東京・BSジャパン、毎年12月31日）：1968年 - 放送中 / 57年
7. 全日本有線放送大賞→ALL JAPANリクエストアワード→ベストヒット歌謡祭（読売テレビ、毎年11月）：1968年 - 放送中 / 56年
8. 広告大賞（フジテレビ・関西テレビ、毎年3月から5月）：1971年 - 放送中 / 53年
9. 思い出のメロディー（NHK、毎年8月）：1969年 - 2019年 / 51年
10. FNS歌謡祭（フジテレビ、毎年12月）：1974年 - 放送中 / 51年

### 年1度のスポーツ中継番組
1. 全国高等学校野球選手権大会中継（NHK・朝日放送、毎年8月。2020年は中止）
NHK版：1953年 - 放送中 / 71年
朝日放送版：1957年 - 放送中 / 67年
2. 選抜高等学校野球大会中継（NHK・毎日放送、毎年3月 - 4月。2020年は中止）
NHK版：1954年 - 放送中 / 70年
毎日放送版 - 1959年 - 放送中 / 65年
3. 福岡国際マラソン中継（NHK→テレビ朝日・九州朝日放送、毎年12月）：1954年、1958年 - 1991年、1992年 - 2021年、2022年 - / 累計68年
4. 中日クラウンズ（CBCテレビ、毎年4月下旬 - 5月。2020年は中止）：1960年 - 放送中 / 64年
5. （旧）春の高校バレー→（新）春の高校バレー（フジテレビ、毎年3月→毎年1月）：1970年 - 放送中 / 55年
6. 全国高等学校サッカー選手権大会（日本テレビ、毎年12月から1月 / 1993年まで1月放送）：1971年 - 放送中 / 54年
7. 全国高等学校野球選手権千葉大会中継（千葉テレビ放送、毎年7月）：1971年 - 放送中 / 54年
8. 日本オープンゴルフ選手権競技中継（NHK、毎年10月）：1972年 - 放送中 / 53年
9. フジサンケイクラシック（フジテレビ）：1973年 - 放送中 / 52年
10. 日本女子プロゴルフ選手権大会中継（朝日放送テレビ）：1974年 - 放送中 / 51年

## 日本のラジオ番組

### JRN
TBSラジオ
1. 歌のない歌謡曲 ：1951年9月 - 2023年9月 / 72年
2. こども音楽コンクール：1953年 - 放送中 / 72年
3. TBSラジオ エキサイトベースボール（番組名変遷はこちらを参照）：1952年3月 - 2017年11月4日 / 66年
4. 毒蝮三太夫のミュージックプレゼント ：1969年10月 - 放送中 / 55年6か月
5. 話題のアンテナ 日本全国8時です ：1972年12月 - 放送中 / 51年9か月
6. はがきでこんにちは ：1971年10月 - 2020年9月 / 49年0か月
7. ゴールデンワイド・ラジオ寄席→ラジオ寄席（ナイター オフシーズンのみ）：1974年10月 - 2022年3月 / 47年6か月
8. どこか遠くへ→永六輔の誰かとどこかで：1967年1月 - 2013年9月 / 46年9か月
9. 昼の話題→秋山ちえ子の談話室：1957年9月 - 2002年10月 / 45年1か月
10. バックグラウンド・ミュージック：1964年7月 - 2009年3月 / 44年9か月

### NRN
文化放送
1. 四季の小鳥→朝の小鳥 ：1953年5月 - 放送中 / 71年11か月
2. ニュース・パレード ：1959年5月 - 放送中 / 65年11か月
3. 家庭医学：1953年4月 - 2007年3月 / 54年0か月
4. 日野ミッドナイトグラフィティ 走れ!歌謡曲 ：1968年11月 - 2021年3月 / 52年5か月
5. 日本大相撲トーナメント：1977年2月 - 放送中 / 45年
6. 大学受験ラジオ講座：1952年3月 - 1995年3月 / 43年0か月
7. 全国ポピュラーベストテン：1963年4月 - 2006年4月 / 43年0か月
8. 文化放送ライオンズナイター ：1982年4月 - 放送中 / 43年
9. 全国歌謡ベストテン ：1962年7月 - 1997年10月 / 35年3か月
10. 百万人の英語：1958年4月 - 1992年10月 / 34年7か月

ニッポン放送
1. テレフォン人生相談 ：1965年2月 - 放送中 / 60年2か月
2. ニッポン放送ショウアップナイター ：1966年4月 - 放送中 / 59年
3. オールナイトニッポン ：1967年10月 - 放送中 / 57年6か月
4. お早うネットワーク：1968年 - 放送中 / 57年
5. ラジオ・チャリティー・ミュージックソン（毎年12月24日 - 12月25日）：1975年 - 放送中 / 50年
6. 富士製鉄コンサート→新日鉄コンサート：1955年10月 - 2005年3月 / 49年6か月
7. 大橋巨泉の日曜競馬ニッポン→大橋巨泉の責任プロデュース 日曜競馬ニッポン→日曜競馬ニッポン：1976年4月 - 2021年3月 / 45年0か月
8. SUZUKIハッピーモーニング・いってらっしゃいシリーズ ：1981年4月 - 放送中 / 44年0か月
9. 高田文夫のラジオビバリー昼ズ ：1989年4月 - 放送中 / 36年0か月
10. ゴッドアフタヌーン アッコのいいかげんに1000回 ：1990年4月 - 放送中 / 35年0か月

### JFN
TOKYO FM
1. JET STREAM→LOVE SOUNDS ON JET STREAM→JET STREAM（FM東海→TOKYO FM）：1967年7月 - 放送中 / 57年9か月
2. 歌謡&ポップス・ワイド・ベストテン→三和シヤッター 歌謡曲ベスト・テン→コーセー歌謡ベスト10→カウントダウン・ジャパン→COUNTDOWN jp→COUNTDOWN JAPAN→JA全農 COUNTDOWN JAPAN：1971年11月 - 放送中 / 53年5か月
3. DIATONE ポップス ベスト10→コスモ ポップス ベスト10：1974年4月 - 2017年3月 / 43年0か月
4. サタデーアドベンチャー（松任谷由実担当開始）→松任谷由実 サウンドアドベンチャー→松任谷由実 For Your Departure→松任谷由実 Sweet Discovery→松任谷由実のYuming Chord：1982年6月 - 放送中 / 42年10か月
5. トランス・ワールド・ミュージック・ウェイズ：1989年4月 - 2024年3月 / 35年0か月
6. 山下達郎のサタデー・ソングブック→山下達郎のサンデー・ソングブック：1992年10月 - 放送中 / 32年6か月
7. 桑田佳祐のやさしい夜遊び：1995年4月 - 放送中 / 30年0か月
8. ディア・フレンズ：1995年4月 - 放送中 / 30年0か月
9. 福山雅治のSUZUKI Talking F.M.→福山雅治 福のラジオ：1996年4月 - 放送中 / 29年0か月
10. ハート・オブ・サンデー：1989年4月 - 2016年3月 / 27年0か月

### NHK
各波共通、ラジオ第1
1. ニュース→報道→ニュース：1925年3月 - 放送中 / 100年1か月
2. 天気予報：1925年3月 - 1941年12月、1945年8月 - 放送中 / 累計96年6か月（中断は太平洋戦争開戦にともない、気象情報が機密扱いとされたため）
3. ラジオ体操：1928年11月 - 1947年8月、1951年5月 - 放送中 / 累計92年8か月
4. NHKプロ野球：1936年2月 - 放送中 / 89年
5. のど自慢素人演芸会→NHKのど自慢：1946年1月 - 放送中 / 79年3か月
6. 今週の議会から→先週の議会から→国会討論会→日曜討論（ラジオ第1、NHKワールド、ラジオ日本）：1946年6月 - 放送中 / 78年10か月
7. 音楽の泉（ラジオ第1、NHK-FM、NHKワールド・ラジオ日本）：1949年9月 - 放送中 / 75年7か月
8. 上方演芸会→浪花演芸会→上方演芸会（NHK大阪）：1949年9月 - 放送中 / 75年7か月
9. 民謡をたずねて （ラジオ第1、NHK-FM、NHKワールド・ラジオ日本）：1952年1月 - 放送中 / 72年9か月
10. 農業の時間→農家のいこい→ひるのいこい（ラジオ第1、NHK-FM、NHKワールド・ラジオ日本）：1952年11月 - 放送中 / 72年5か月

ラジオ第1からラジオ第2に移動した番組
1. 株式市況：1925年3月 - 放送中 / 100年1か月
2. 基礎英語講座→基礎英語 / 続基礎英語→基礎英語 / 続基礎英語 / 上級・基礎英語→基礎英語1 / 基礎英語2 / 基礎英語3→新基礎英語1 / 新基礎英語2 / 新基礎英語3→基礎英語1 / 基礎英語2 / 英会話入門→基礎英語1 / 基礎英語2 / レベルアップ英文法→基礎英語3→中高生の基礎英語 in English：1926年4月 - 1941年12月、1945年11月 - 2025年3月 / 累計95年2か月
初等英語講座→基礎英語：1926年4月 - 1941年12月、1945年11月 - 1994年3月 / 累計65年8か月（中断は英語が敵性語として使用自粛されたため）
3. 気象通報：1928年11月 - 1941年12月、1945年12月 - 放送中 / 累計92年6か月（中断は太平洋戦争開戦にともない、気象情報が機密扱いとされたため）

ラジオ第2
1. 宗教の時間→こころの時代→明日へのことば：1952年1月 - 放送中 / 73年3か月
2. お話でてこい：1954年11月 - 放送中 / 70年5か月
3. ドイツ語講座→アンコールドイツ語講座：1952年9月 - 2009年3月 / 57年7か月
4. フランス語講座→アンコールフランス語講座：1952年4月 - 2009年3月 / 57年0か月
5. 中国語講座→アンコール中国語講座：1953年4月 - 2009年3月 / 56年0か月

NHK-FM
1. 現代の音楽（ラジオ第2→NHK-FM）：1957年4月 - 放送中 / 68年0か月
2. 盲人の時間 → 視覚障害者のみなさんへ→聞いて聞かせて ～ブラインド・ロービジョン・ネット～→視覚障害ナビ・ラジオ：1964年4月 - 放送中 / 61年0か月
3. バロック音楽のたのしみ→あさのバロック→バロックの森→古楽の楽しみ：1963年4月 - 1985年3月、1989年4月 - 放送中 / 累計55年6か月
4. 邦楽百番：1973年4月 - 放送中 / 52年0か月
5. 能楽鑑賞→FM能楽堂：1973年4月 - 放送中 / 52年0か月
6. 日本の民謡：1966年4月 - 2017年3月 / 51年0か月
7. 邦楽ジョッキー→KABUKITUNE（ラジオ第1→NHK-FM）：1976年4月 - 2025年3月 / 49年0か月
8. ひる休みの音楽→ひるのミュージック・コーナー→ひるの歌謡曲：1963年4月 - 2006年3月 / 43年0か月
9. セッション：1978年11月 - 2021年3月 / 42年5か月
10. 名曲のたのしみ：1971年4月 - 2012年12月 / 41年9か月

特別番組
1. 除夜の鐘→ゆく年くる年：1927年 - 放送中 / 98年
2. 大相撲中継（第2放送も含む）：1928年 - 放送中 / 累計97年（2010年名古屋場所、2011年春場所、2020年夏場所（中止）、技量審査場所を除く）
3. 中等学校野球→高等学校野球中継（第2放送・FM放送も含む）：1927年 - 1941年、1946年 - 放送中 / 累計92年（2020年は大会中止）
4. 紅白音楽試合→NHK紅白歌合戦：1951年1月 - 放送中 / 73年
5. 国会中継：1952年1月 - 放送中 / 71年9か月

### ラジオNIKKEI（旧：ラジオたんぱ）
1. 株式市況：1954年8月 - 放送中 / 70年8か月
2. 医学講座：1954年11月 - 放送中 / 70年5か月
3. 中央競馬実況中継：1956年10月 - 放送中 / 68年0か月
4. テイスト・オブ・ジャズ：1965年10月 - 放送中 / 59年6か月
5. 世界経済ダイヤル：1960年10月 - 2016年3月 / 55年6か月

### その他（ローカル番組・企画ネット・番販ネット）
1. 歌のない歌謡曲（JRN加盟局+一部地域のNRN加盟局や独立局による企画ネット）：1951年9月（新日本放送（現：MBSラジオ ）での放送開始） - 放送中 / 73年7か月[注 3]
2. 金光教の時間（朝日放送ラジオ （旧：朝日放送））：1951年11月 - 放送中 / 73年5か月
3. 暗き世の光→世の光（番販ネット）：1952年 - 放送中 / 73年
4. 希望音楽会（東北放送 ）：1952年5月 - 放送中 / 72年11か月
5. 希望メロディー（四国放送 ）：1952年7月 - 放送中 / 72年9か月
6. 午後2時5分一寸一服（熊本放送 ）：1953年10月 - 放送中 / 71年6か月
7. 録音風物誌（火曜会 加盟局）：1953年10月 - 放送中 / 71年6か月
8. 希望のリボン（南日本放送 ）：1953年10月 - 放送中 / 71年6か月
9. 城山スズメ （南日本放送）：1953年10月 - 放送中 / 71年6か月
10. 昼の希望音楽会（ラジオ福島）：1953年12月 - 放送中 / 71年4か月

## アメリカのテレビ番組
1. ミート・ザ・プレス（ アメリカ合衆国、NBC）：1947年11月 - 放送中 / 77年5か月（ギネス世界記録認定）
2. CBSイブニングニュース（ アメリカ合衆国、CBS ）：1948年5月 - 放送中 / 76年9か月
3. トゥデイ （ アメリカ合衆国、NBC）：1952年1月 - 放送中 / 73年3か月
4. ホッケー・ナイト・イン・カナダ（ カナダ、CBC）：1952年 - 放送中 / 72年　ラジオからの歴史を含めると90年
5. ザ・トゥナイト・ショー （ アメリカ合衆国、NBC）：1954年9月 - 放送中 / 70年7か月
6. フェイス・ザ・ネイション （ アメリカ合衆国、CBS）：1954年11月 - 放送中 / 70年5か月
7. ユーロビジョン・ソング・コンテスト（ヨーロッパ、EBU）：1956年 - 放送中 / 68年
8. ザ・レイト・レイト・ショー（ アイルランド、RTĒ）：1962年7月 - 放送中 / 62年9か月
9. ジェネラル・ホスピタル（ アメリカ合衆国、ABC ）：1963年4月 - 放送中 / 62年0ヶ月
10. デイズ・オブ・アワ・ライブス（ アメリカ合衆国、NBC）：1965年11月 - 放送中 / 59年5か月

## アメリカのラジオ番組
1. グランド・オール・オプリ（アメリカ、WSM ）：1925年11月 - 放送中 / 100年5か月
2. ガイディング・ライト（アメリカ）
NBCラジオ版：1937年1月 - 2009年4月 / 72年3か月（ギネスブック認定最長寿ドラマ）
CBSラジオ版：1952年6月 - 2009年9月 / 57年3か月
3. ホッケー・ナイト・イン・カナダ （カナダ、CBC）：1931年 - 1976年 / 45年